# Victor Tourneur
Victor Tourneur, né à Verviers le 27 juin 1878 et mort à Boitsfort le 25 février 1967, est un numismate, historien et ethnologue du panceltisme, bibliographe et bibliothécaire belge.

## Biographie
Victor Tourneur, docteur en philosophie et lettres de l'Université de Liège et professeur à l'Université libre de Bruxelles, entra en 1903 à la Bibliothèque royale de Belgique. Il y fut successivement conservateur-adjoint (1911) puis conservateur (1913) et enfin conservateur en chef (1929-1943). Il fut président de la Société Royale de Numismatique de Belgique et de la Commission internationale de numismatique.
Élu membre correspondant de la classe des lettres de l'Académie royale de Belgique en 1944, il occupera les fonctions de secrétaire perpétuel de 1948 à 1953.
Ses publications ont principalement trait aux origines et à la civilisation des peuples celtes ainsi qu'à la numismatique. Il a rédigé plusieurs catalogues des collections du cabinet des médailles de cette bibliothèque.
En 1954, une souscription est lancée dans le cadre d'une séance d'hommage consacrée à Victor Tourneur. Grâce à cette souscription, les fonds nécessaires à la création d'un prix nommé en l'honneur de Victor Tourneur sont réunis. Le prix Victor Tourneur de  l'Académie royale de Belgique a pour objet de favoriser l'étude de la numismatique et de la sigillographie d'une part, et de promouvoir l'art de la médaille d'autre part. Le prix, décerné tous les cinq ans, alterne entre ces deux thématiques, ceux ayant trait à la première étant attribués par la Classe des Lettres, les seconds par la Classe des Beaux-Arts.

## Quelques écrits

### Études celtiques
- 1905 : Esquisse d'une histoire des études celtiques.
- 1905 : Histoire des peuples celtiques et du panceltisme.
- 1907 : Indices omnium vocabulorum linguae priscae gallicae et vetustae Britannicae quae in Grammaticae celticae editione altera explanatur, Halle (Allemagne).
- 1906 : Le mystère breton de Saint Crépin et de Saint Crépinien.

### Numismatique
- 1907 : Le Cabinet des médailles de l'État ; son histoire, son importance et la question de son démembrement.